# Voetbalkampioenschap van Palts 1903
In 1903 werd het eerste voetbalkampioenschap gespeeld, dat werd ingericht door de Paltse voetbalbond. 
De bond werd op 7 maart 1903 opgericht en in de zomer van dat jaar werd een competitie gespeeld. De bond probeerde lid te worden van de Duitse voetbalbond, maar de Zuid-Duitse voetbalbond protesteerde hier tegen waardoor de competitie nog onafhankelijk bleef. 
FC 1900 Kaiserslautern werd kampioen. De eerste nationale eindronde was al gespeeld nog voor deze competitie begonnen was. 

## Eindstand
| Plaats | Club                      | Wed. | W | G | V | Saldo | Ptn. |
| ------ | ------------------------- | ---- | - | - | - | ----- | ---- |
| 1.     | FC 1900 Kaiserslautern    | 4    | 4 | 0 | 0 | 22:6  | 8:0  |
| 2.     | FC Bavaria Kaiserslautern | 4    | 3 | 0 | 1 | 18:8  | 6:2  |
| 3.     | FC Zweibrücken            | 4    | 2 | 0 | 2 | 10:10 | 4:4  |
| 4.     | FG Landau                 | 4    | 1 | 0 | 3 | 5:8   | 2:6  |
| 5.     | TV Pirminia Pirmasens     | 4    | 0 | 0 | 4 | 5:28  | 0:8  |

|  | Kampioen |